# Carlos Durão Rodrigues
Carlos Durão Rodrigues, nado em Madrid o 5 de janeiro de 1943 e finado em Vigo o 8 de setembro de 2023, foi um escritor e jornalista galego.

## Vida
Nado numa família galega com tradição emigrante, viveu nos seus primeiros anos em diversas localidades galegas. Estudou bacharelato em Vigo e estudos universitários em Santiago de Compostela e na Universidad Central de Madrid, onde se licenciou em Filosofia e Letras, ramo de germânicas em 1968. Residente em Londres, foi um dos fundadores (1970) do Grupo de Trabalho Galego de Londres que elaborou um Plano Pedagógico Galego publicado em Grial em 1971. Foi professor de espanhol e francês na St. Giles School of Languages da cidade londrina e redactor radiofónico para o Serviço Exterior da BBC, e tradutor técnico em organismos da ONU.
Foi membro do Comité de Cultura do Centro Galego de Londres, e colaborador de publicações como Grial, Teima, A Nossa Terra, Agália, O Ensino, Nós, Cadernos do Povo e Hífen. Membro das Irmandades da Fala da Galiza e Portugal, Associação de Amizade Galiza-Portugal, Associaçom Galega da Língua, Asociación de Escritores em Lingua Galega e académico da Academia Galega da Língua Portuguesa.
Coordenador da Comissão de Lexicologia e Lexicografia da Academia Galega da Língua Portuguesa, foi o próprio coordenador da elaboração do Vocabulário Ortográfico da Galiza, publicado pela supracitada instituição em 2015.

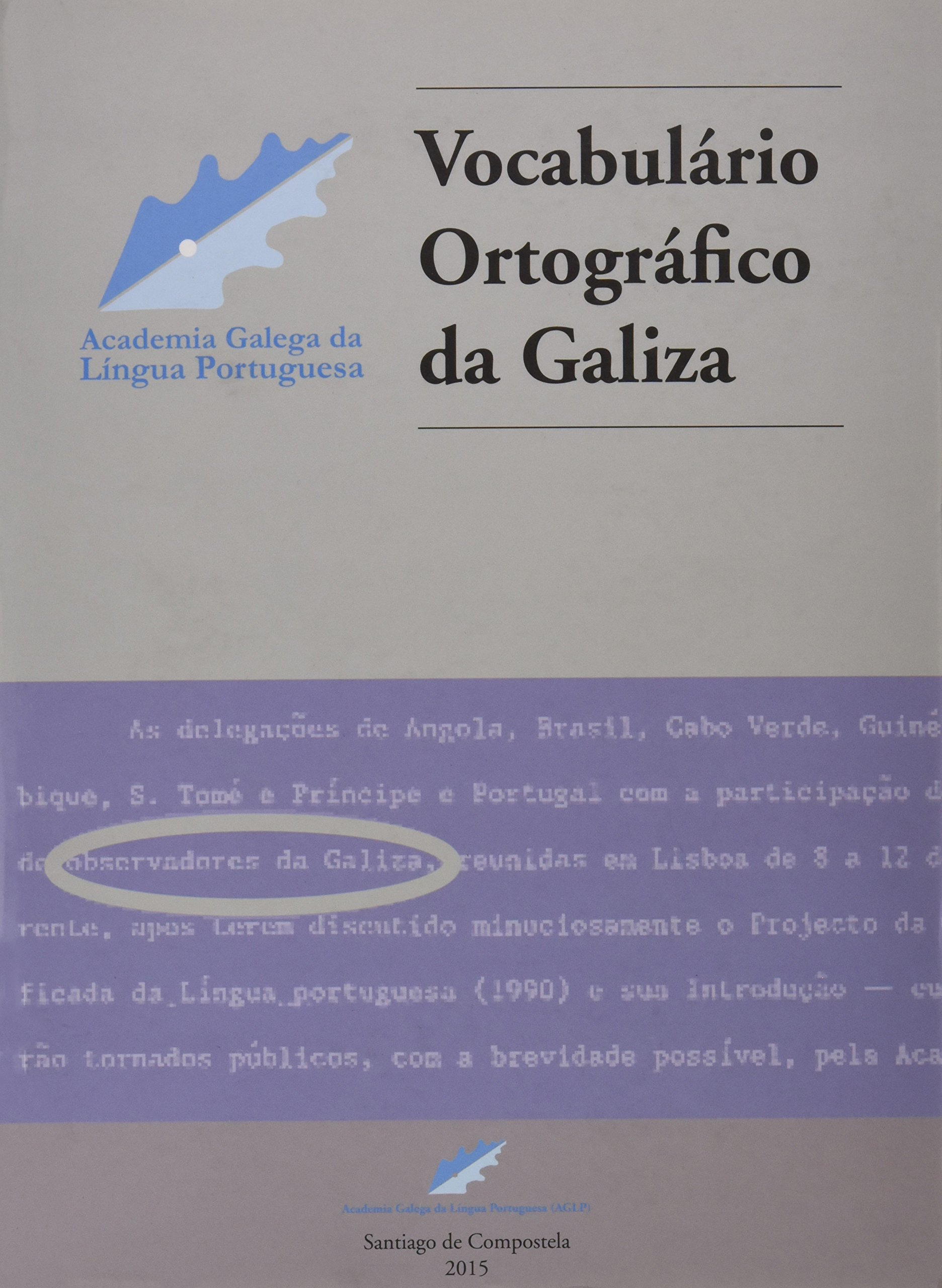
Portada do Vocabulário Ortográfico da Galiza, 2015.

### Narrativa
- A Teima, 1973, Galaxia, romance psicológico.
- Galegos de Londres, 1978, Edicións do Castro, romance baseado na vivências dos emigrantes galegos.
- Silêncio, nós, 1988, Fundação Europeia Viqueira, Cadernos do Povo, romance.

### Poesia
- Poemas do Não, 1987.
- Focagens - fogagens : de correctione castraporum, 1991, Irmandades da Fala de Galiza e Portugal.
- Paralaxes, 1994, Irmandades da Fala de Galiza e Portugal.

### Obras colectivas
- Catro narracións, 1977, Edicións do Castro.
- Prontuário Ortográfico das Irmandades da Fala, 1984, Irmandades da Fala da Galiza e Portugal.
- Actas do I Congresso Internacional da Língua Galego-Portuguesa na Galiza, (1984), 1986, AGAL.
- Galiza: língua e sociedade (XIV ensaios), 2009, Associação de Amizade Galiza-Portugal.

## Prêmios
- Menção honrosa do Premio Modesto R. Figueiredo no 1975, por O internado.

1. 1 2  «Falecimento do académico Carlos Durão». 8 de setembro de 2023

## Veja-se também

### Bibliografía
- Dolores Vilavedra (coord.) Diccionario da Literatura Galega, vol. 1, Galaxia, 1995